# Wim De Deyne
Wim De Deyne (* 12. Dezember 1977 in Brügge) ist ein ehemaliger belgischer Shorttracker.

## Werdegang
De Deyne trat international erstmals bei den Juniorenweltmeisterschaften 1995 in Calgary in Erscheinung, wobei er den neunten Platz im Mehrkampf errang. In der Saison 2001/02 wurde er bei den Teamweltmeisterschaften 2002 in Montreal Siebter und belegte dort bei den Weltmeisterschaften 2002 den 19. Platz im Mehrkampf sowie den achten Rang mit der Staffel. Zudem gewann er bei den Europameisterschaften 2002 in Grenoble die Silbermedaille mit der Staffel. Beim Saisonhöhepunkt, den Olympischen Winterspielen 2002 in Salt Lake City, lief er auf den 11. Platz über 1000 m und jeweils auf den siebten Rang über 500 m und mit der Staffel. In den folgenden Jahren belegte er bei den Europameisterschaften 2003 in Sankt Petersburg den achten Platz im 
Mehrkampf, bei den Weltmeisterschaften 2003 in Warschau den 31. Platz im Mehrkampf, bei den Europameisterschaften 2004 in Zoetermeer den 12. Platz im Mehrkampf sowie den fünften Rang mit der Staffel und bei den Weltmeisterschaften 2004 in Göteborg den 20. Platz im Mehrkampf. In der Saison 2004/05 lief er bei den Europameisterschaften 2005 in Turin auf den 11. Platz im Mehrkampf sowie auf den fünften Rang mit der Staffel und bei den Weltmeisterschaften 2005 in Peking auf den 20. Platz im Mehrkampf. In der folgenden Saison wurde er bei den Olympischen Winterspielen 2006 in Turin Achter über 500 m und errang bei den Europameisterschaften 2006 in Krynica-Zdrój den 15. Platz im Mehrkampf. 
In der Saison 2006/07 erreichte De Deyne in Heerenveen mit dem zweiten Platz über 1000 m seine einzige Podestplatzierung im Weltcup und zum Saisonende den siebten Platz in der Weltcupwertung über 500 m sowie den fünften Rang in der Weltcupwertung über 1000 m. Zudem wurde er bei den Europameisterschaften 2007 in Sheffield Zwölfter im Mehrkampf. In den folgenden Jahren kam er bei den Weltmeisterschaften 2008 in Gangneung auf den achten Platz über 500 m, bei den Europameisterschaften 2008 in Ventspils auf den 26. Rang im Mehrkampf und bei den Europameisterschaften 2009 in Turin auf den fünften Platz im Mehrkampf. Seinen letzten Weltcup absolvierte er im September 2009 in Seoul, welchen er auf dem 29. Platz über 500 m beendete.

## Erfolge

### Olympische Spiele
- 2002 Salt Lake City: 7. Platz Staffel, 7. Platz 500 m, 11. Platz 1000 m
- 2006 Turin: 8. Platz 500 m

### Shorttrack-Weltmeisterschaften
- 2002 Montreal: 8. Platz Staffel, 16. Platz 1000 m, 18. Platz 500 m, 19. Platz Mehrkampf, 28. Platz 1500 m
- 2003 Warschau: 19. Platz 1000 m, 21. Platz 1500 m, 31. Platz Mehrkampf, 55. Platz 500 m
- 2004 Göteborg: 11. Platz 500 m, 20. Platz Mehrkampf, 32. Platz 1000 m
- 2005 Peking: 20. Platz 1500 m, 20. Platz 500 m, 20. Platz Mehrkampf, 25. Platz 1000 m
- 2008 Gangneung: 8. Platz 500 m

### Team-Weltmeisterschaften
- 2002 Montreal: 7. Platz

### Europameisterschaften
- 2002 Grenoble: 2. Platz Staffel
- 2003 Sankt Petersburg: 8. Platz Mehrkampf
- 2004 Zoetermeer: 5. Platz Staffel, 12. Platz Mehrkampf
- 2005 Turin: 5. Platz Staffel, 11. Platz Mehrkampf
- 2006 Krynica-Zdrój: 15. Platz Mehrkampf
- 2007 Sheffield: 12. Platz Mehrkampf
- 2008 Ventspils: 26. Platz Mehrkampf
- 2009 Turin: 5. Platz Mehrkampf

## Persönliche Bestleistungen
| Disziplin | Zeit         | Datum             | Ort       |
| --------- | ------------ | ----------------- | --------- |
| 500 m     | 42,207 s     | 7. März 2009      | Wien      |
| 1000 m    | 1:28,577 min | 22. Oktober 2006  | Changchun |
| 1500 m    | 2:15,478 min | 30. Oktober 2005  | Reims     |
| 3000 m    | 5:02,833 min | 16. Dezember 2007 | Dresden   |